# Hugh E. Blair
Hugh Edward Blair (ur. 23 maja 1909, zm. 28 stycznia 1967) – amerykański interlingwista, współautor Interlingua Grammar.
Asystent Alice Vanderbilt Morris, fundatorki International Auxiliary Language Association. Członek ekipy lingwistycznej IALA, bliski współpracownik Alexandra Gode, razem z którym opracował drugie (obok Interlingua-English Dictionary) fundamentalne dzieło języka interlingua – Interlingua Grammar (1951). Po zakończeniu działalności IALA (31 marca 1953) współpracownik Division de Interlingua w Science Service. Współredagował magazyn Novas de Interlingua, powstały po zamknięciu Novas de IALA, potem był sekretarzem American Interlingua Society i redaktorem magazynu Interlingua at Work.